# Psammonitocrella longifurcata
Psammonitocrella longifurcata är en kräftdjursart som beskrevs av Janine Rouch 1992. Psammonitocrella longifurcata ingår i släktet Psammonitocrella och familjen Ameiridae. Inga underarter finns listade i Catalogue of Life.